# Marc Baronheid
Marc Emile Baronheid est un écrivain belge né à Liège en 1944 et résidant aujourd'hui à Spa. 

## Biographie
Outre ses activités professionnelles, il est créateur, critique et animateur. Critique, il a signé des articles à La Wallonie et à l’hebdomadaire L'Instant. Alain Bosquet a dit de lui qu’il était un des deux ou trois véritables critiques belges. Il est également chroniqueur à la radio.
Animateur : il est conseiller littéraire des éditions La Louve et directeur des Cahiers du désert, revue d’arts et de lettres.
Il est encore membre du comité de rédaction du Journal des Poètes. Marc Baronheid tient une chronique littéraire dans Le Vif/L'Express.
En 1983, il signe le Manifeste pour la culture wallonne.

## Œuvres
- L'oiseleur du grand silence, Attert, L’Ardoisière, 1978.
- Le cheval de résine, Sainte-Geneviève-des-Bois, Maison rhodanienne de Poésie, 1979.
- D'un pays, le même, Spa, La Louve, écrit en tandem avec Hubert Juin.
- Te baptiser délire, Amay, Vérités, 1981.
- Celle qui écoutait Mahler, Mortemart, Rougerie, 1986.
- Les agonies du soir, Paris, Belfond, 1988 (certains textes de ce recueil ont paru dans Estuaire (Québec), La lamparo (Ile-sur-Sorgue), Triangle (Harnoncourt), Marginales (Bruxelles), Obsidiane (Paris) ; de même, une première version de Chambre pour voyageurs, deuxième partie des Agonies du soir, figurait dans Sept poètes en quarantaine, Spa, La Louve, 1985).
- Chants de la grive saoule, Pully (Suisse), P.-A.Pingoud, 1990 ; avec une illustration de Jean-Claude Schauenberg.
- Portrait du nomade blanc (autour de Kenneth White), Aix-en-Provence, Détours d’écritures, 1983.